# Río Moscova
El río Moscova (en ruso: Москва-река - Moskvá  pronunciado [mos.kua] (escuchar)ⓘ) es un río afluente del río Oká en la parte europea de Rusia. Tiene una longitud de 502 km y su cuenca drena una superficie de 17 600 km².
Administrativamente, el río discurre por el óblast de Moscú y el óblast de Smolensk de Rusia.

## Toponimia
El origen del nombre Moskvá es desconocido pero tiene algunas teorías. Una sugiere que viene del fino antiguo y significa  "lugar pantanoso o aguas negras". Otra posibilidad es que venga del mordviano y signifique "río-oso". Similar a su significado es en el idioma mari donde moská denota a "oso", mientras la palabra ava aplica a "madre".

## Recorrido

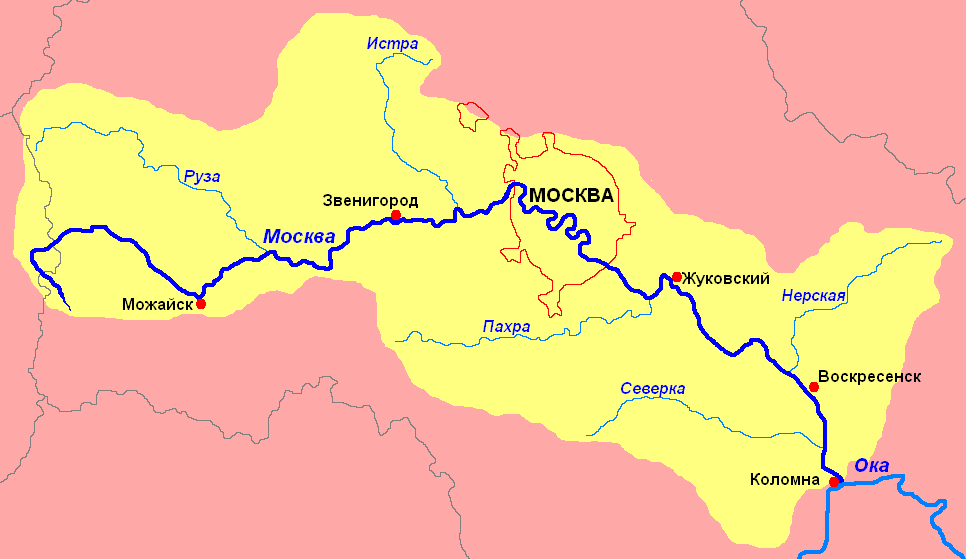
Mapa en ruso del río Moscova (Москва o Moskvá)

El río, que pertenece a la cuenca hidrográfica del río Volga, nace en las montañas de Smolensk, a 311 m s. n. m., y fluye a través de los óblasts de Smolensk y Moscú, donde atraviesa la ciudad de Moscú, para desembocar en el río Oká. 
El río atraviesa la ciudad de Moscú (a la que da su nombre) en sentido NO - SE, formando en su recorrido numerosos meandros. Algunas islas se encuentran en su camino, como la isla de Bálchug. Las orillas del río están rodeadas de muchos parques interesantes (como por ejemplo el parque Gorki). En uno de sus meandros se encuentra el Estadio Olímpico Luzhnikí, sede de los Juegos Olímpicos de Moscú 1980. 120 km al sudeste de la metrópoli desemboca este río en el Oká, cerca de la ciudad de Kolomna.

## Hidrología
En su parte alta el Moscova es un río relativamente limpio. A partir del embalse de Mozhaisk aumenta de forma consecutiva la carga de fluidos residuales de las industrias y del drenaje urbano. A su llegada a la ciudad de Moscú el río va contaminado en tal extremo que su agua es insalubre y está prohibido el baño en sus aguas para los habitantes de la capital.

## Navegación
El río Moscova es navegable en su totalidad. Solamente en los meses de invierno, debido a su congelamiento, se para el tráfico de embarcaciones. Desde 1937 está unido este río con el Volga por medio del canal Moscova-Volga, de 126 km de longitud. 
Gracias a este canal, Moscú tiene acceso a cinco mares: el mar Blanco, el mar Báltico, el mar Caspio, el mar de Azov, y el mar Negro. Por eso a Moscú a veces se la llama «puerto de los cinco mares» (порт пяти морей).
En la ciudad de Moscú se encuentran algunos puertos de mediana importancia.

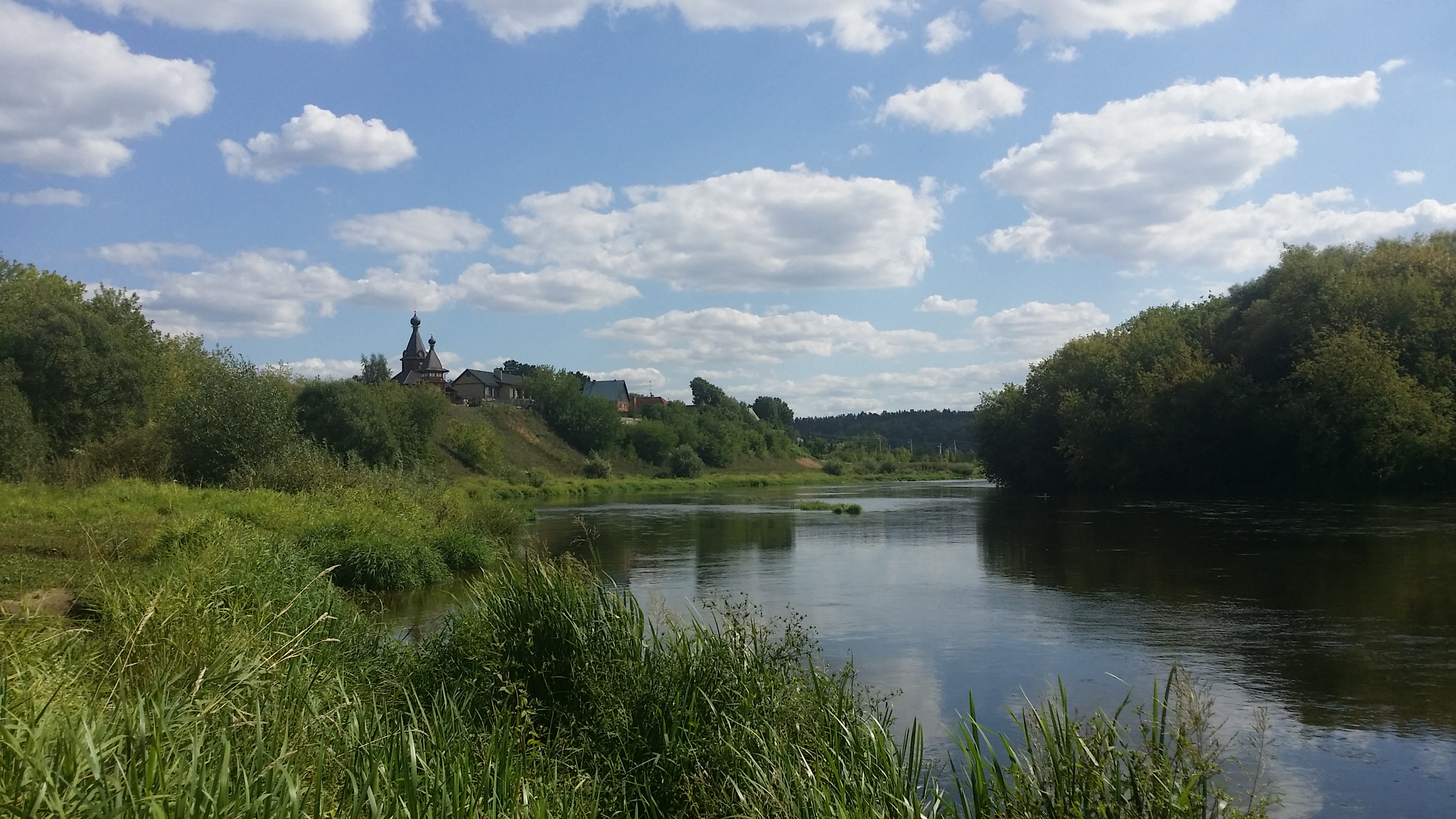
Río Moscova en el distrito de Odintsovo
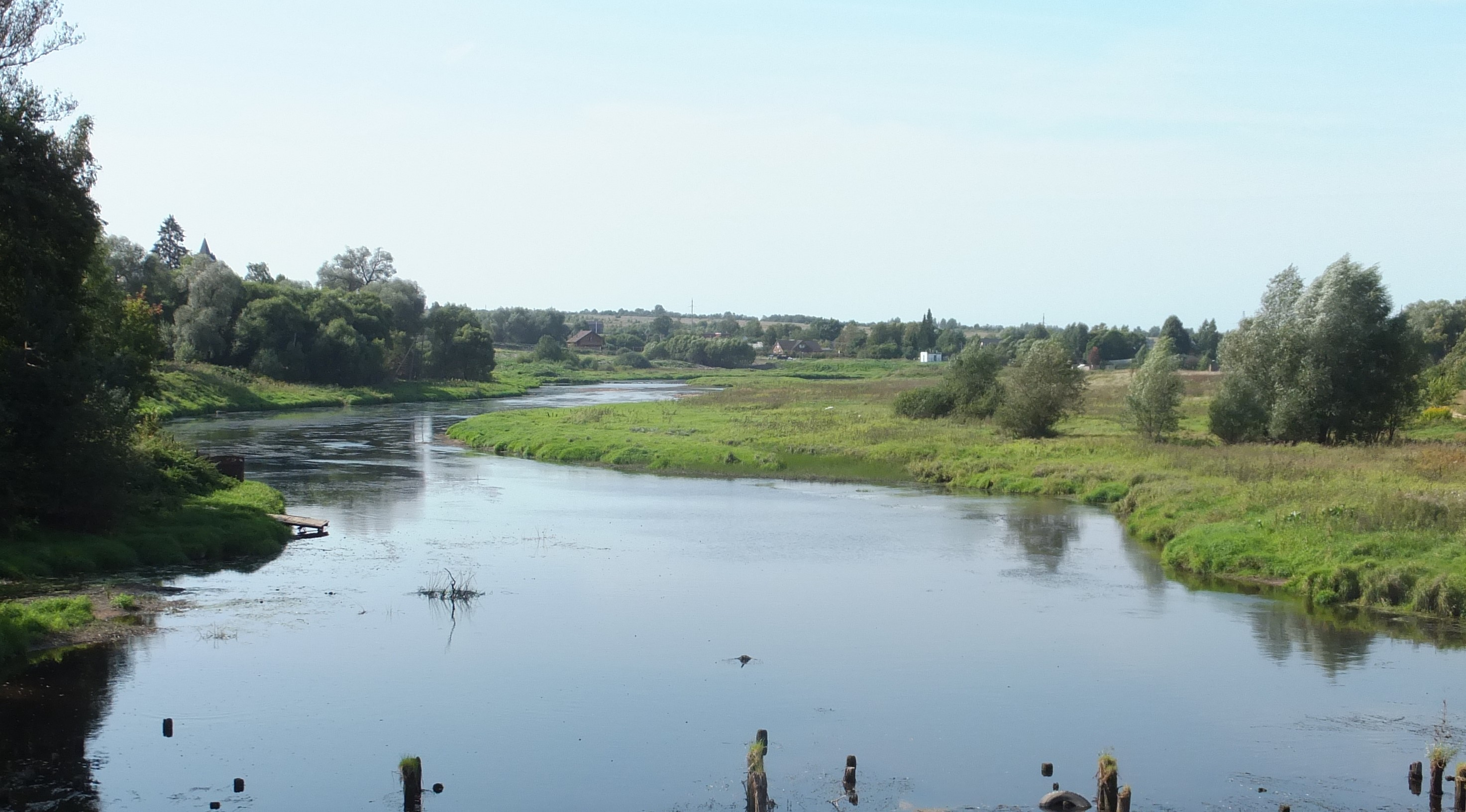
Río Moscova en Mozhaisk
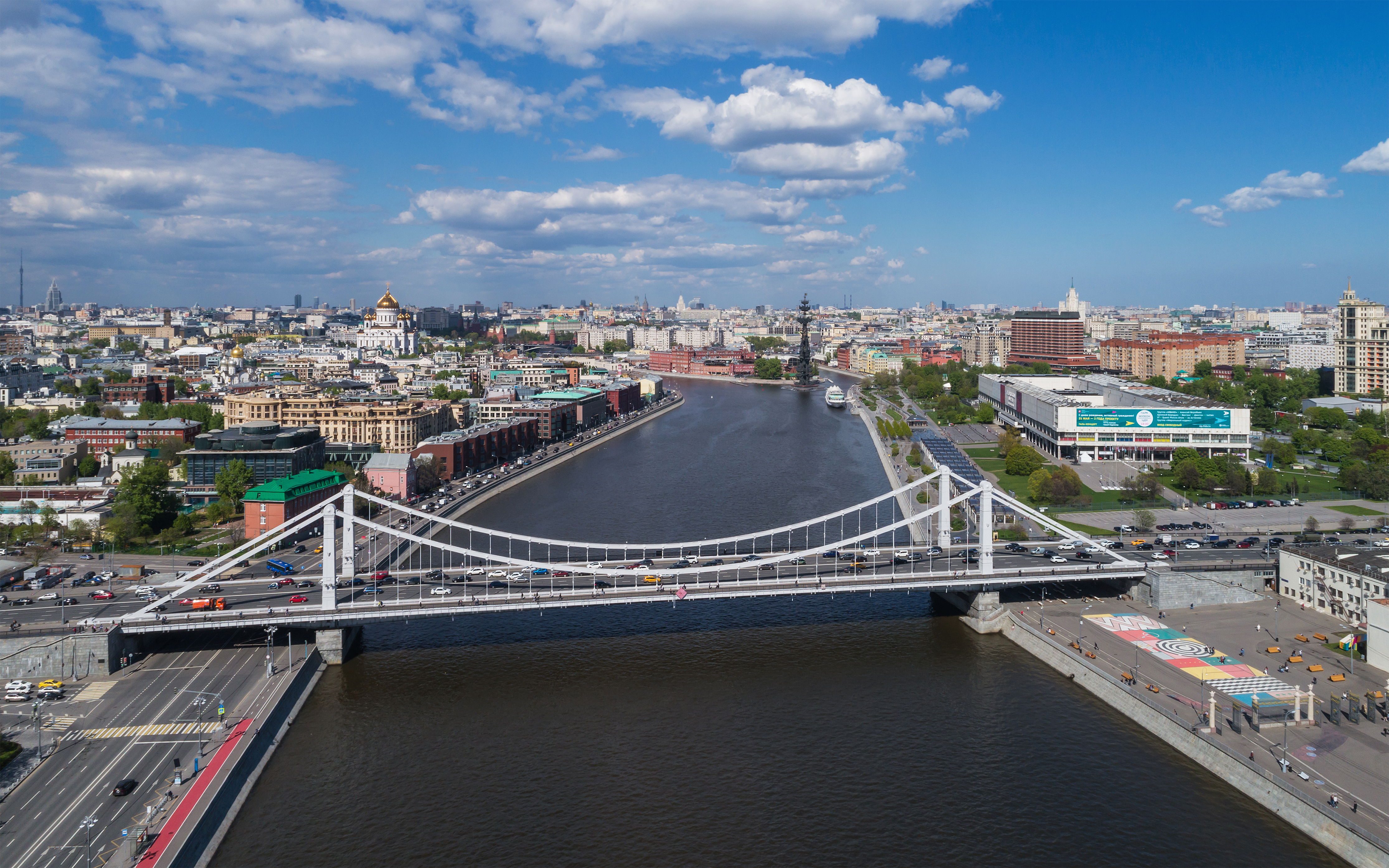
El puente Krymski en el parque Gorki, Moscú.
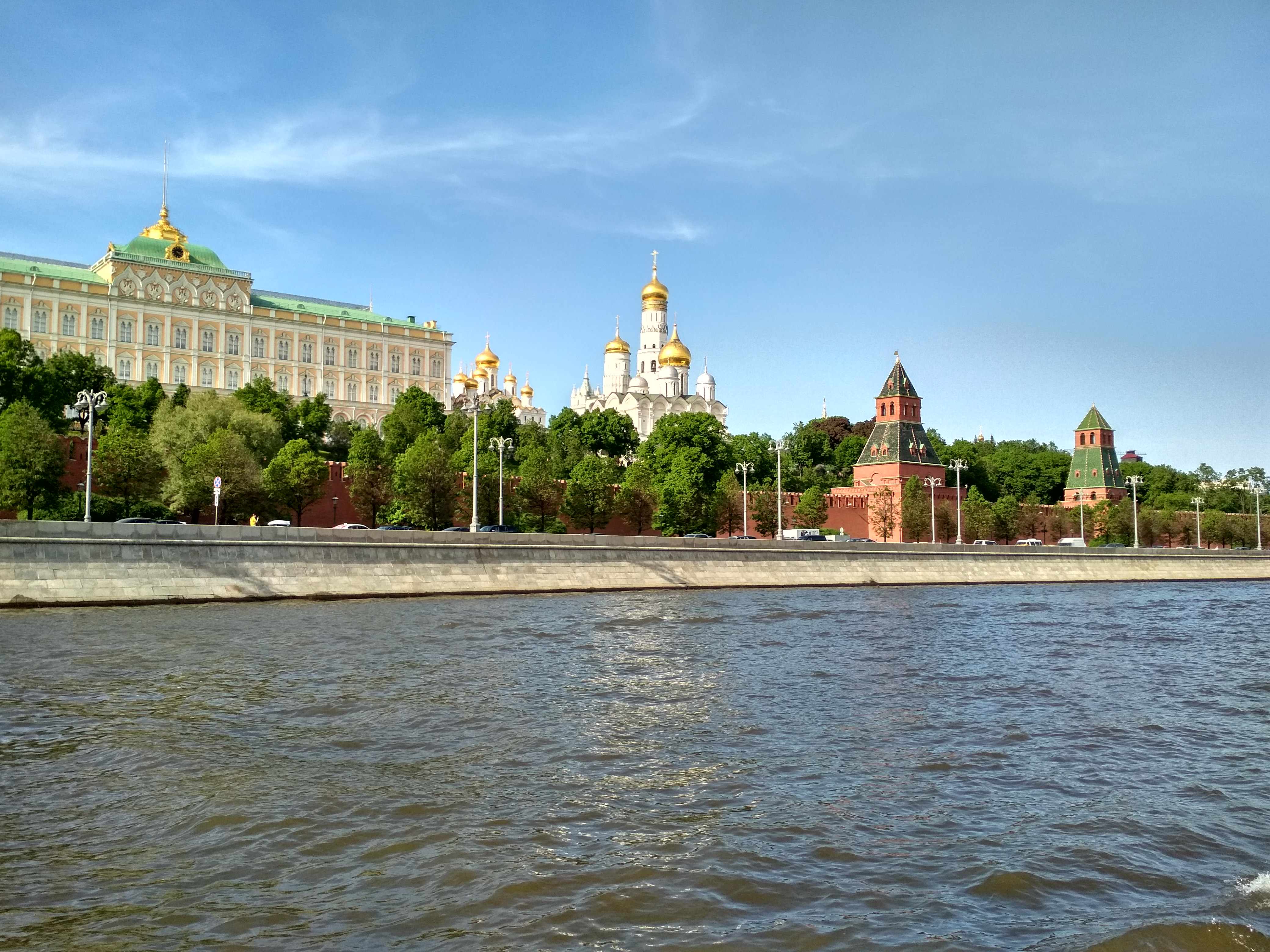
Río Moscova cerca de las murallas del Kremlin de Moscú
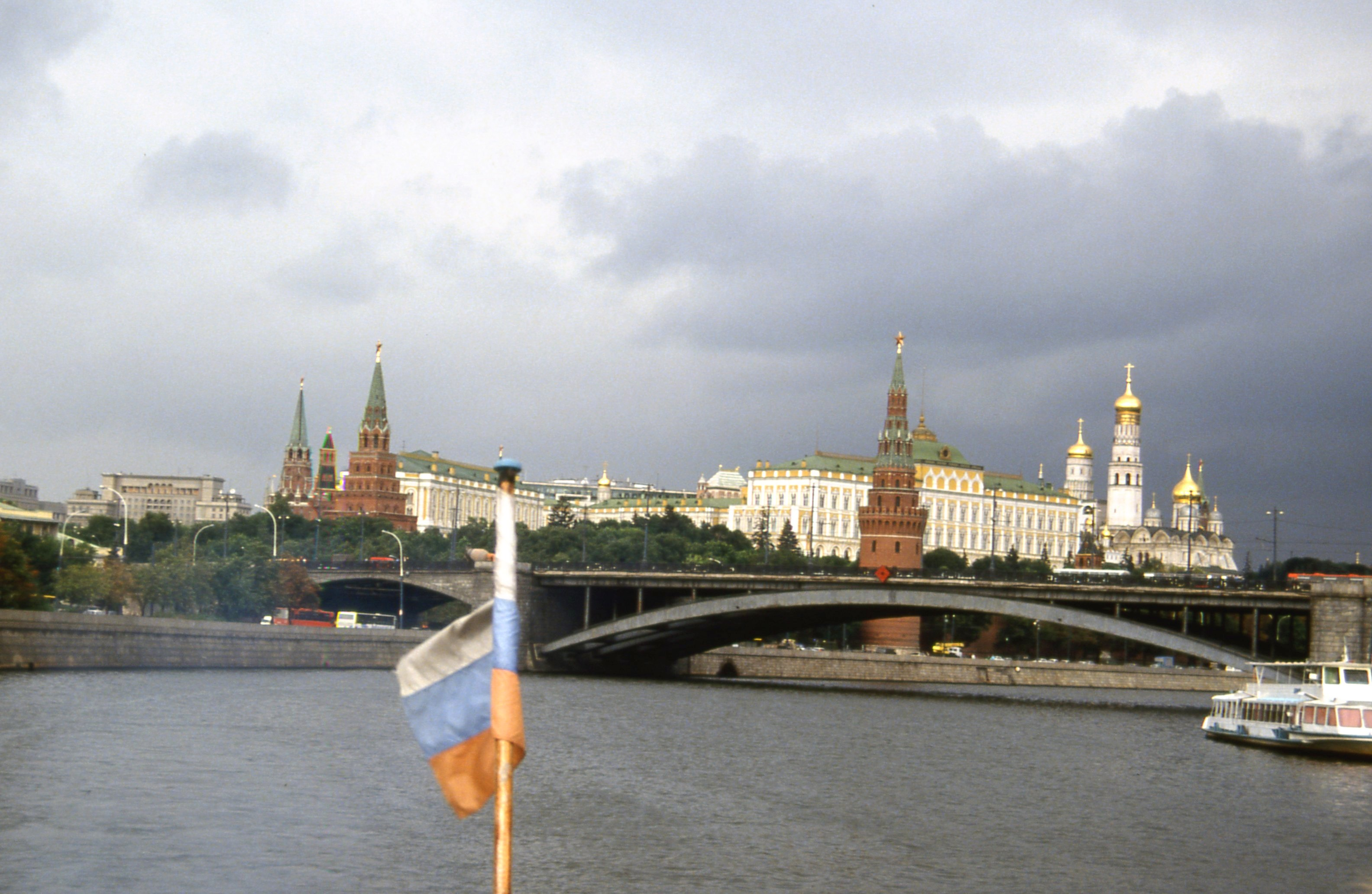
El Kremlin visto desde un barco.
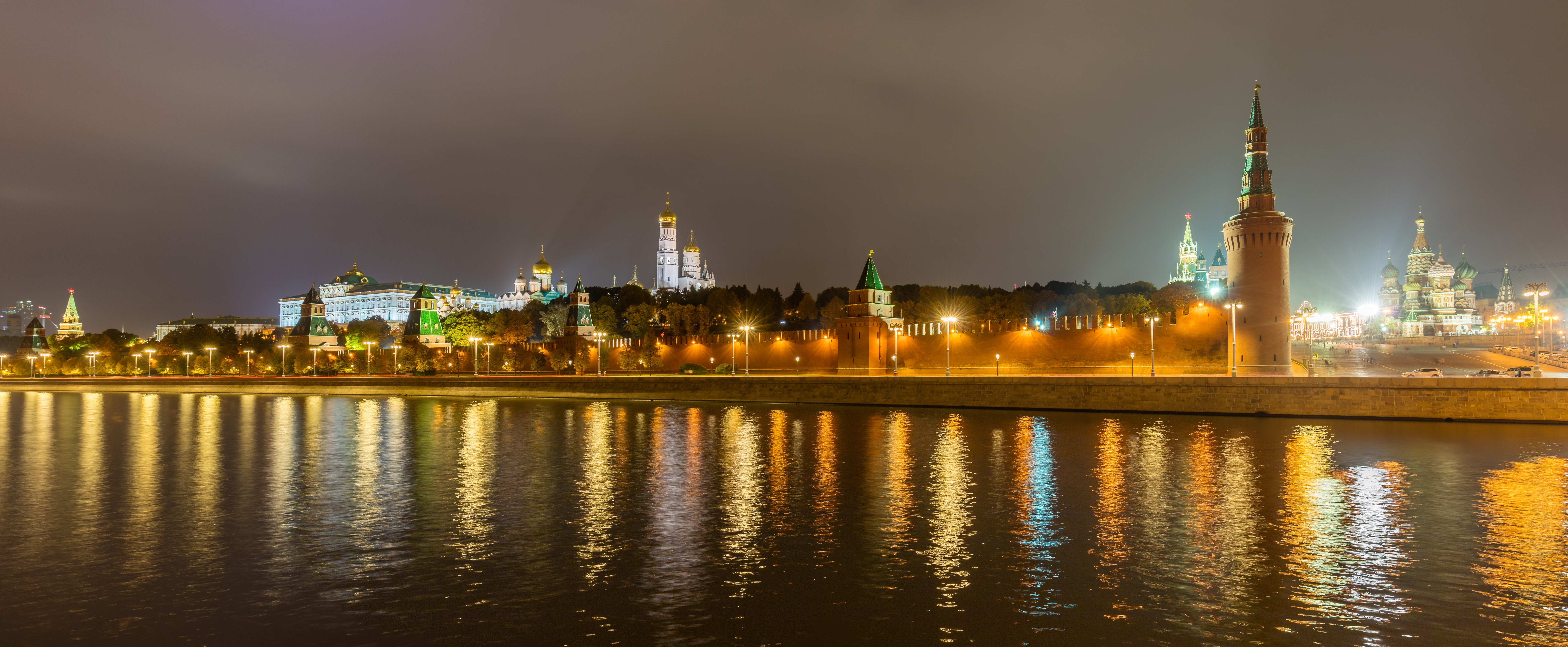
Río Moscova con el Kremlin al fondo.
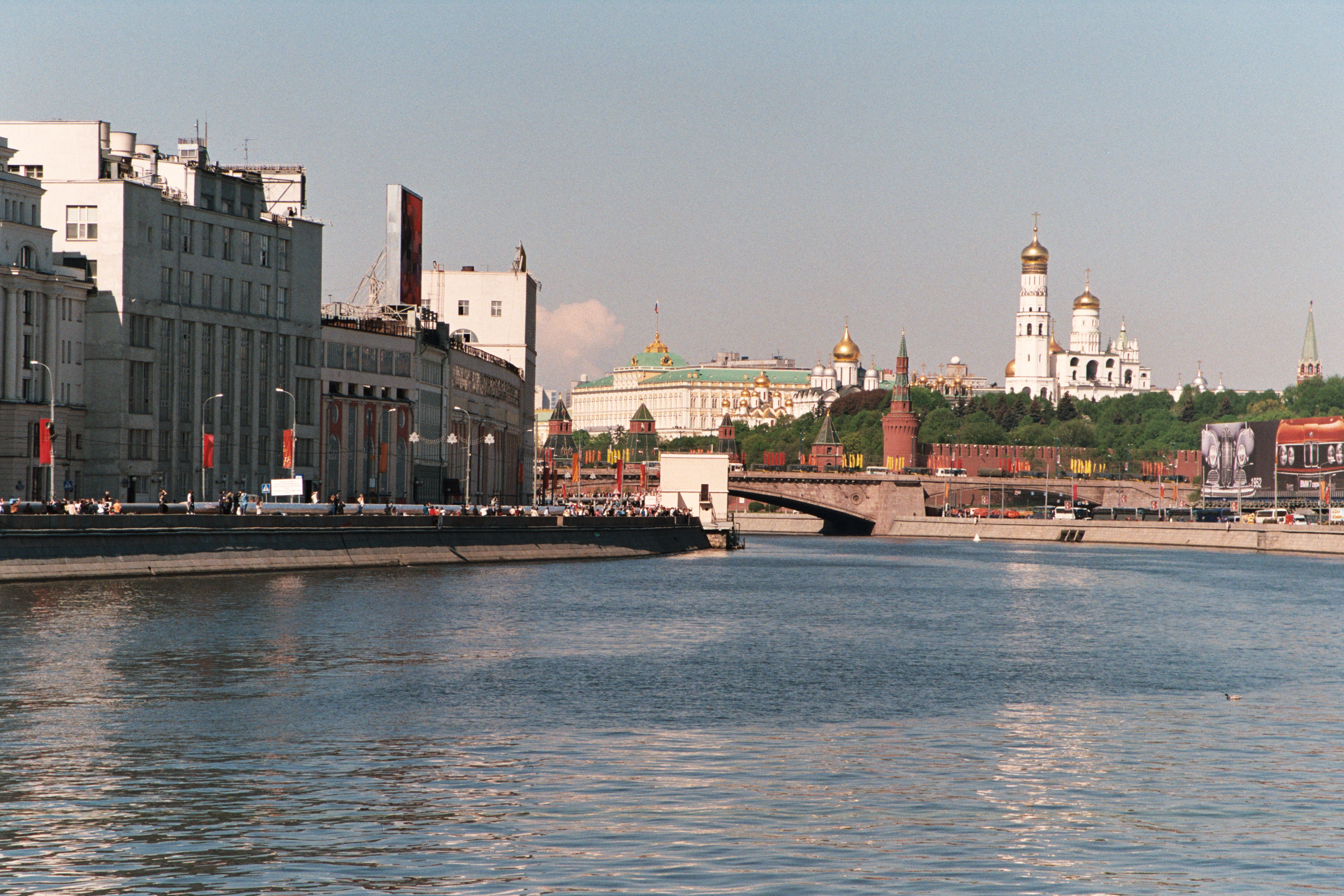
Río Moscova a la altura de la Casa del malecón (a la izquierda).
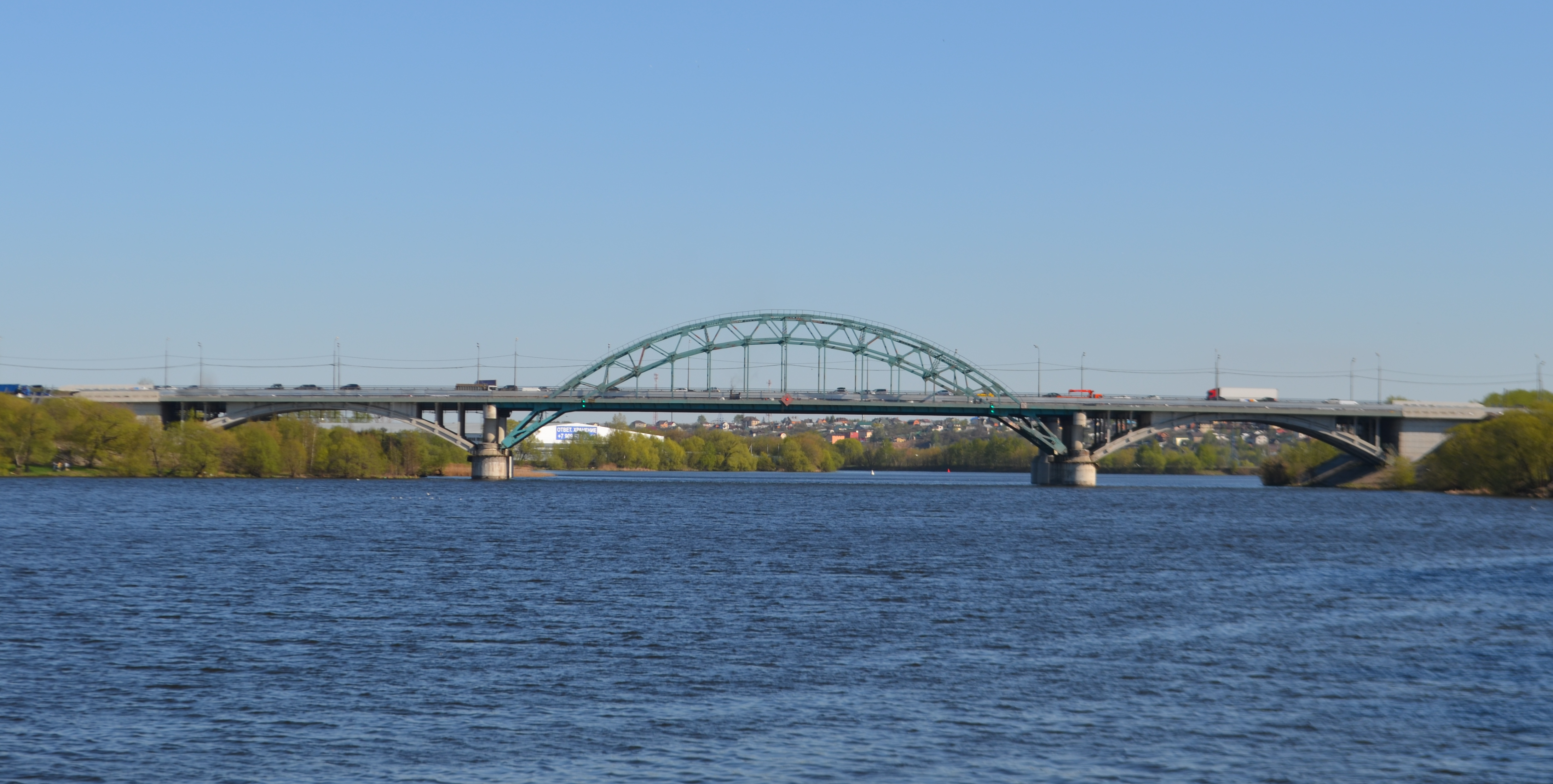
Río Moscova cerca de los puentes Besédinski
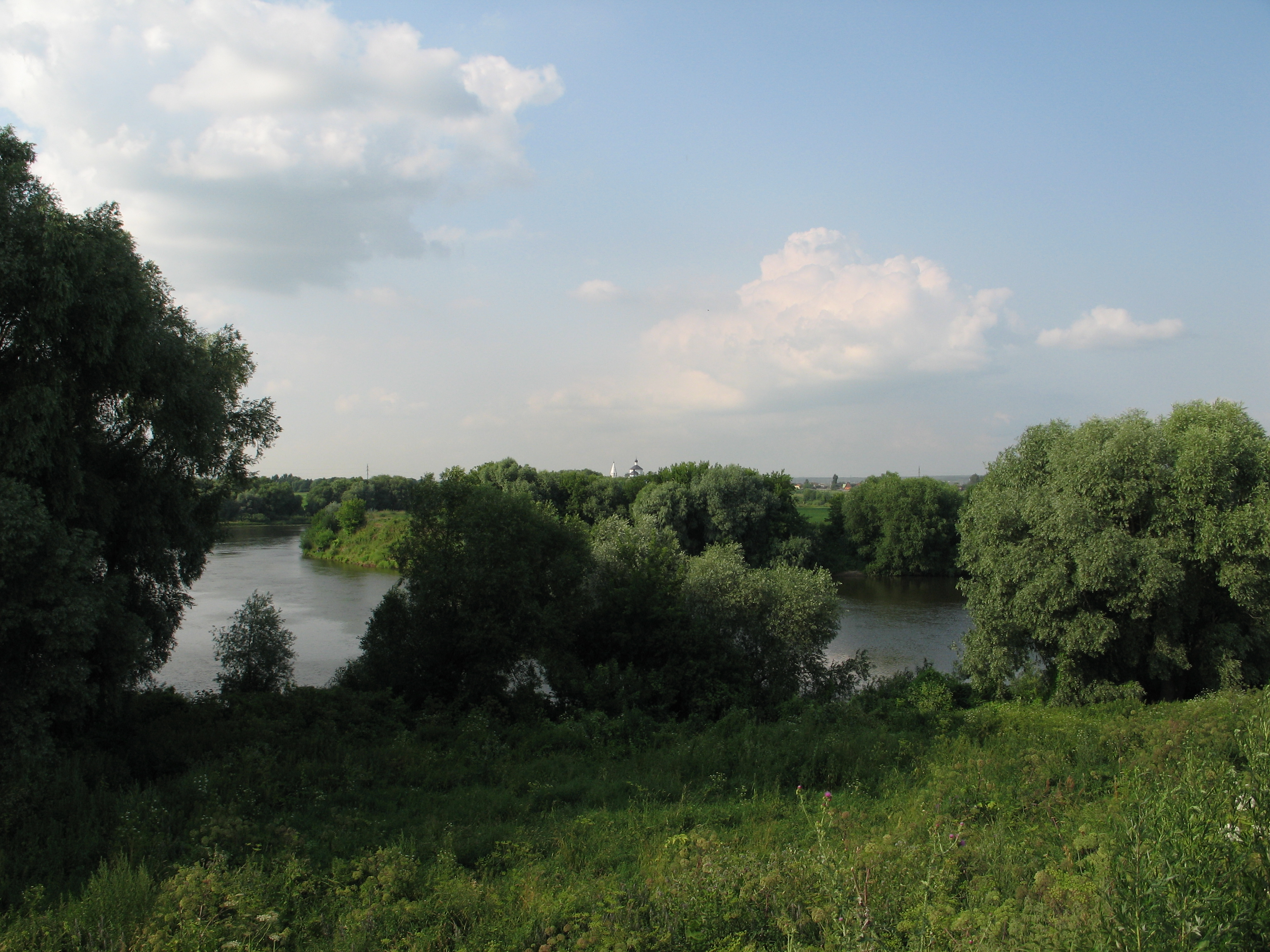
Río Moscova cerca de Kolomna.